# Kedunglumpang
Kedunglumpang is een bestuurslaag in het regentschap Jombang van de provincie Oost-Java, Indonesië. Kedunglumpang telt 4656 inwoners (volkstelling 2010).